# Coutras
Coutras é uma comuna francesa na região administrativa da Nova Aquitânia, no departamento da Gironda. Estende-se por uma área de 33,61 km². Em 2010 a comuna tinha 8 717 habitantes (densidade: 259,4 hab./km²).